# Trường Đại học Quang Trung
Trường Đại học Quang Trung (QTU) được thành lập theo Quyết định số 62/2006/QĐ-TTg ngày 17/03/2006 của Thủ tướng Chính phủ. Trường Đại học Quang Trung là Trường đại học tư thục được Tập đoàn Hoàn Cầu đầu tư và phát triển mạnh mẽ. Trường đào tạo đa ngành – đa lĩnh vực và hoạt động theo Điều lệ Trường Đại học ban hành kèm theo Quyết định số 70/2014/QĐ -TTg ngày 10/12/2014 của Thủ tướng Chính phủ.

## Các khoa đào tạo và nghiên cứu
- Khoa Công nghệ Kỹ thuật
- Khoa Khoa học máy tính và Công nghệ thông tin
- Khoa Kinh tế và Du lịch
- Khoa Sinh học ứng dụng
- Khoa Y
- Khoa Ngoại ngữ